# 桥头铺镇
桥头铺镇，是中华人民共和国湖南省永州市江华瑶族自治县下辖的一个乡镇级行政单位。

## 行政区划
桥头铺镇下辖以下地区：
桥头铺社区、上宅洞村、桥头铺村、停路村、下蒋村、蒋家塘村、上刘家塘村、下刘家塘村、万石洞村、消家湾村、木源村、赤竹园村、古芝江村、东冲江村、赫洞村、木桥头村、下车村、鸭脚岩村、富足村、罗坪村、渔古坝村、沙帽山村、茅坪铺村、大干村和铜矿居民组村。